# Акмімана (підрозділ окружного секретаріату)
Підрозділ окружного секретаріату Акмімана — підрозділ окружного секретаріату округу Галле, Південна провінція, Шрі-Ланка. Складається з 63 Грама Ніладхарі.